# Marchandiomyces corallinus
Marchandiomyces corallinus är en lavart som först beskrevs av Michel Robert Roberge (?–1864), och fick sitt nu gällande namn av Diederich & D. Hawksw. 1990. Marchandiomyces corallinus ingår i släktet Marchandiomyces och familjen Corticiaceae.  Arten är reproducerande i Sverige. Inga underarter finns listade i Catalogue of Life.

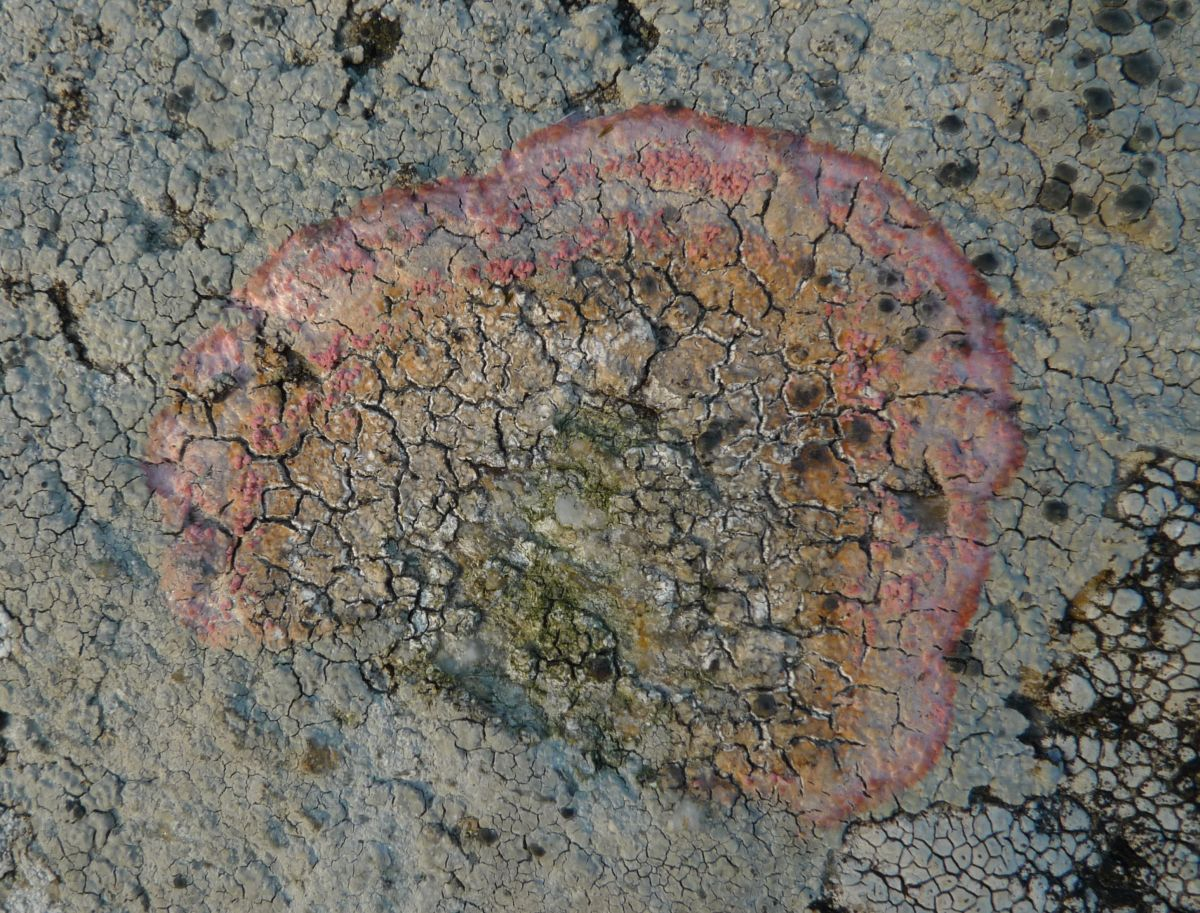